# Longsheng, Liangping
Longsheng (kinesiska: 龙胜) är en socken i sydvästra Kina. Den ligger i stadsdistriktet Liangping i storstadsområdet Chongqing, omkring 160 kilometer nordost om det centrala stadsdistriktet Yuzhong. Antalet invånare är 6 576. Befolkningen består av 3 116 kvinnor och 3 460 män. Barn under 15 år utgör 21,0 %, vuxna 15-64 år 66 %, och äldre över 65 år 11,0 %.